# 康乐礁
10°00′N 114°23′E / 10.000°N 114.383°E
康乐礁位于南沙群岛九章群礁北部，景宏岛东北约6.5海里。1935年公布名称为“康华里礁”（Cornwallis Reef），1983年中国公布名称为康乐礁。